# Враг государства № 1
«Враг государства № 1» (фр. L’Instinct de mort) — остросюжетный фильм, основанный на подлинной истории легендарного французского преступника Жака Месрина. Режиссёр картины — Жан-Франсуа Рише, в главных ролях — Венсан Кассель, Сесиль де Франс, Жерар Депардьё. Фильм сравнивают с американским фильмом «Лицо со шрамом», а Кассель получил восторженные отзывы за роль Месрина.

## Сюжет
Картина «Враг государства № 1» — первая часть фильма-биографии Жака Месрина, известного французского гангстера, в 1970-е годы действительно являвшегося врагом государства № 1. В ней рассказывается, как в течение практически двух десятков лет Месрин, выходец из благополучной буржуазной семьи, организовывал и принимал участие в разнообразных вооружённых ограблениях французских банков, иногда прерываясь на тюремные сроки.

## В ролях
- Венсан Кассель — Жак Месрин
- Сесиль де Франс — Жанн Шнайдер
- Жерар Депардьё — Гьюдо
- Жиль Лелуш — Пол
- Рой Дюпюи — Жан-Пол Мерье
- Елена Анайя — София
- Мишель Дюшоссуа — Пьер Андре Мерин, отец Жака Мерина
- Мириам Буайе — мать Жака Мерина
- Флоранс Томассен — Сара
- Абделхафид Металси — Ахмед
- Людивин Санье — Сильвия

## Саундтрек
- Кэри Джеймс — «Le Prix A Payer»
- Seth Gueko — «Le Million»
- Rohff — «Pas De Heros»
- White & Spirit — «Face Au Mur»
- X-Men — «Retiens Mon Nom»
- Tunisiano — «Arrete Moi Si Tu Peux»
- TLF — «Mourir Libre»
- Rim’k, Lino — «L’Instinct De Mort»
- White & Spirit — «J’ai Vu Un Tas De Choses»
- Nessbeal — «Amour Eternel»
- Mokless — «Le Temps D’une Balle»
- Akhenaton — «Ma Tete Tourne»
- Said — «Ca Tient A Peu De Choses»
- Rockin’Squatt — «Les Gangsters Ne Vivent Pas Longtemps»
- White & Spirit — «Un Court Moment»
- Veust — «J’allume»
- White & Spirit — «Espoir Dechu»
- Gimenez E, — «„Tchad Unpoe“ La Justice Au Bout De Mon Flingue»
- AkhenatonSur — «Les Levres De La Peur»
- Oxmo Puccino — «Les Chemins De La Gloire»

## Создание фильма
Жак Месрин сам написал книгу о своей жизни, ставшую основным сценарием, который позже Абдел Рауф Дафри и Жан-Франсуа Рише немного подкорректировали.

## Сборы
Мировая премьера состоялась 11 сентября 2008 года. Мировые кассовые сборы картины составили 46,3 млн долларов.
Премьера в России состоялась 13 ноября 2008 года. Российским прокатом фильма занималась фирма TopFilm Distribution. В России фильм собрал 2,51 млн долларов.